# Municipio de Center (condado de Buchanan)
El municipio de Center (en inglés: Center Township) es un municipio ubicado en el condado de Buchanan en el estado estadounidense de Misuri. En el año 2010 tenía una población de 3049 habitantes y una densidad poblacional de 32,66 personas por km².

## Geografía
El municipio de Center se encuentra ubicado en las coordenadas 39°40′3″N 94°49′27″O / 39.66750, -94.82417. Según la Oficina del Censo de los Estados Unidos, el municipio tiene una superficie total de 93.37 km², de la cual 92.96 km² corresponden a tierra firme y (0.43%) 0.4 km² es agua.

## Demografía
Según el censo de 2010, había 3049 personas residiendo en el municipio de Center. La densidad de población era de 32,66 hab./km². De los 3049 habitantes, el municipio de Center estaba compuesto por el 96.92% blancos, el 1.08% eran afroamericanos, el 0.16% eran amerindios, el 0.1% eran asiáticos, el 0.03% eran isleños del Pacífico, el 0.23% eran de otras razas y el 1.48% pertenecían a dos o más razas. Del total de la población el 2.2% eran hispanos o latinos de cualquier raza.